# Негреја (Марамуреш)
Негреја (рум. Negreia) насеље је у Румунији у округу Марамуреш у општини Шишешти. Oпштина се налази на надморској висини од 536 m.

## Становништво
Према подацима из 2002. године у насељу је живело 519 становника, од којих су сви румунске националности.